# Герасименко, Дмитрий Владимирович
Дмитрий Владимирович Герасименко (род. 1 октября 1987, Златоуст, Челябинская область) — российский и сербский самбист и дзюдоист, призёр чемпионатов России и Сербии по дзюдо, призёр чемпионата мира по самбо, мастер спорта России международного класса. Бронзовый призёр Универсиады 2007 года в Бангкоке по дзюдо. Победитель Универсиады 2009 года в Белграде по дзюдо.

## Биография
Выпускник Российского государственного университета физической культуры.
В 2011 году получил гражданство Сербии и начал выступать за эту страну. Участвовал в Олимпийских играх 2012 года в Лондоне. В 1/8 финала проиграл кубинскому спортсмену Аслею Гонсалесу и выбыл из дальнейшей борьбы.

## Спортивные результаты
- Чемпионат России по дзюдо 2006 года — ;
- Чемпионат России по дзюдо 2009 года — ;
- Чемпионат Сербии по дзюдо 2012 года — ;
- Чемпионат Сербии по дзюдо 2014 года — ;